# Vulstof

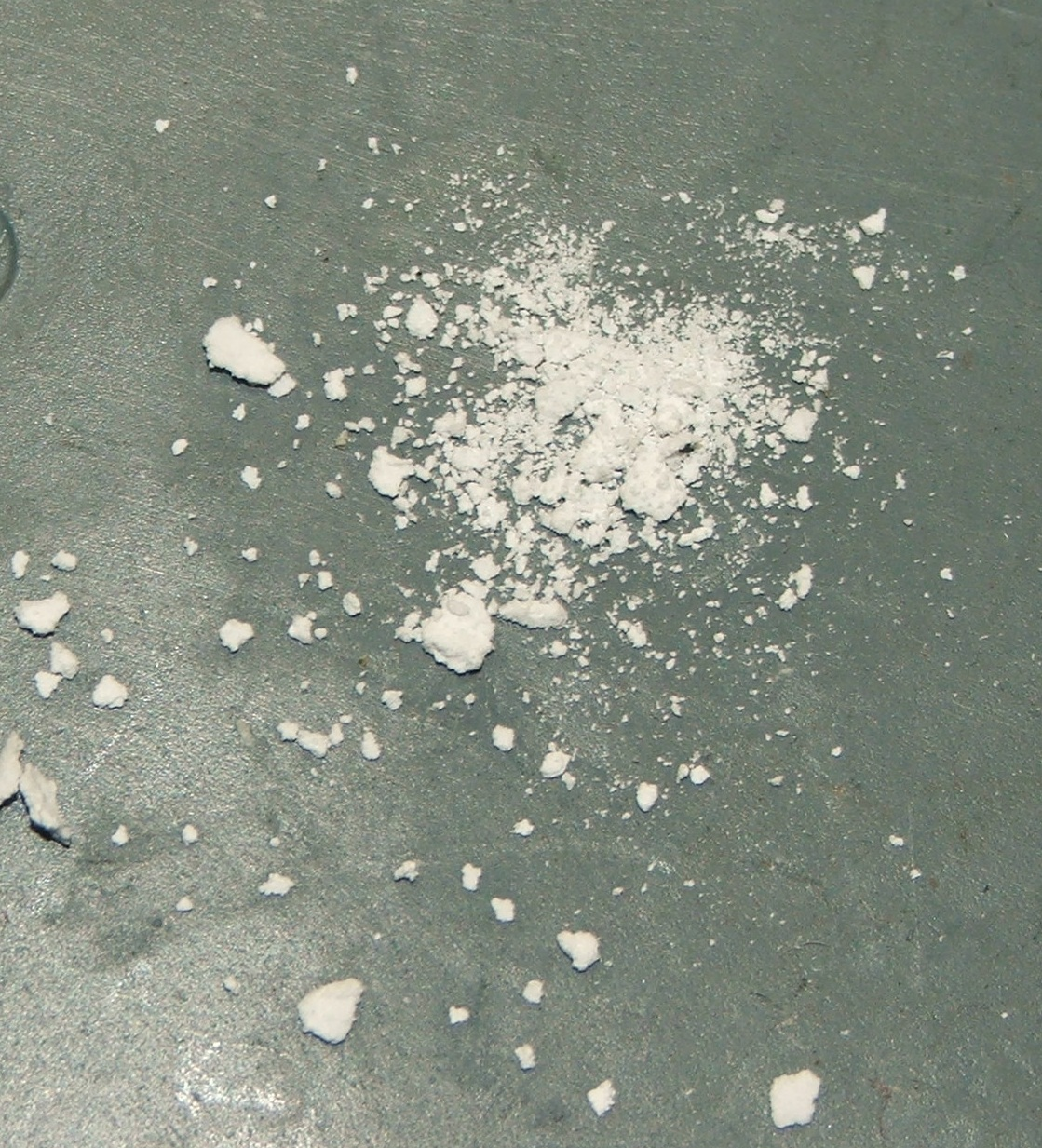
Aluminiumfosfaat

Een vulstof wordt in het fabricageproces aan een materiaal toegevoegd om de eigenschappen ervan te verbeteren of het eindproduct goedkoper te maken. Vulstoffen worden in vele takken van de industrie toegepast, bijvoorbeeld in kunststoffen, papier, coatings, verven en lakken en keramiek, wasmiddel, veevoeder.
In medicijnen worden vulstoffen toegepast als hulpstof om tabletten een betere structuur te geven maar ook om kleine hoeveelheden werkzame stof genoeg volume te geven om ze zorgvuldig te kunnen doseren. In light-producten (voeding) vervangen vulstoffen ingrediënten met een hoge voedingswaarde. Zo wordt de combinatie water-emulgator toegepast om margarine de juiste consistentie te geven terwijl de hoeveelheid vet radicaal kan worden verminderd.

## Vulstof in depapierproductie
In de papierindustrie wordt vulstof gebruikt om de eigenschappen van papier te verbeteren. Bovendien zijn vulstoffen goedkoper dan celstof, zodat het papier goedkoper gemaakt kan worden, wanneer het de papiermaker lukt om meer vulstoffen in het papier te binden. De meeste vulstoffen voor papier zijn van minerale oorsprong. Vulstoffen zorgen ervoor dat de bedrukbaarheid en schrijfbaarheid verbeterd worden. Ook verhoogt een vulstof de opaciteit (dat is het tegenovergestelde van doorzichtigheid).
De retentie van vulstoffen in papier is belangrijk. Van nature zal een vulstof zich niet makkelijk aan een papiervezel binden. Daarom worden voor de binding in het papier een retentiemiddel gebruikt. Er zijn verschillende retentiemiddelen, vroeger werd bijvoorbeeld aluin gebruikt. Tegenwoordig is een veel gebruikt retentiemiddel gebaseerd op polyacrylamide. Het retentiemiddel vormt een soort brug tussen de vulstof en de vezel. Met een retentiemiddel kan het vulstofgehalte van papier aanmerkelijk verhoogd worden.
Vulstoffen kunnen op 2 manieren worden geproduceerd.
- delven (meestal in dagbouw) en daarna verwijdering van de verontreinigingen
- chemisch produceren door het laten neerslaan uit een oplossing van zouten.

## Verschillende vulstoffen
- krijt of calciumcarbonaat
- chinaklei of kaolien, een aluminiumsilicaat
- titaanwit of titaandioxide
- talk of magnesiumsilicaat
- Roet

Pigmenten, die meer ingezet worden in de coatings en maar zelden als vulstof:
- kiezelzuur of siliciumdioxide
- Aluminiumoxide
- Aluminiumhydroxide
- Bismutoxychloride
- IJzeroxide
- Magnesiumoxide
- Blanc fixe of bariumsulfaat
- Calciumsulfaat
- Synthetische pigmenten, zoals polystyreenbolletjes
- Zinkwit of Zinkoxide
- Zinksulfide

## Eigenschappen van vulstoffen
- poedervormig
- praktisch onoplosbaar
- makkelijk dispergeerbaar
- verhoogt de opaciteit
- maakt het eindproduct goedkoper
- verbetert bedrukbaarheid en schrijfbaarheid in papier
- matteert (vermindert glans)
- verbeteren van de verbinding tussen de verschillende lagen bij het verven of coaten